# Gyrus frontal moyen
Le gyrus frontal moyen est un gyrus du lobe frontal du cortex cérébral, suivant une course parallèle au gyrus frontal supérieur. Il est limité en haut par le sillon frontal supérieur et en bas par le sillon frontal inférieur.
Ce gyrus comporte deux segments :
- un segment latéral, parfois divisé longitudinalement en deux gyrus par un sillon intermédiaire
- un segment orbitaire prolongeant le gyrus sur la face inférieure jusqu'à une branche du sillon orbitaire.

|                     |                         |                 |
| Gyrus frontal moyen | Face externe du cerveau | Face inférieure |